# Istituto storico della Resistenza e dell'Età contemporanea in provincia di Pistoia

## Storia
L'Istituto storico della Resistenza e dell’età contemporanea in Provincia di Pistoia è un ente di ricerca storica con sede a Pistoia. Nasce il 23/09/1974 dalla volontà dei singoli Comuni della Provincia di Pistoia e dell’Amministrazione provinciale di Pistoia, come deputazione provinciale dell’Istituto storico della Resistenza in Toscana di Firenze e si associa all'Istituto nazionale Ferruccio Parri. Rete degli istituti per la Storia della Resistenza e dell'età contemporanea (ex INSMLI) nel 1983.
Sempre nel 1983 assume la denominazione di Istituto storico provinciale della Resistenza; nel 1998 è tra i primi istituti della Rete nazionale ad adeguare il proprio statuto secondo le nuove normative ed a trasformarsi in ONLUS.
Nel 2002 il nome è stato modificato in Istituto storico della Resistenza e dell’età contemporanea in provincia di Pistoia, abbreviato in ISRPT.
In seguito alla riforma del terzo settore, l’Istituto storico della Resistenza e dell’età contemporanea in provincia di Pistoia (ISRPT) è diventato un’APS (Associazione di promozione sociale).

## Finalità
L'ISRPT è un ente culturale, un centro di conservazione del patrimonio archivistico e bibliografico, una casa editrice, un’agenzia formativa riconosciuta dal Miur. Ha come valori fondativi: la Resistenza, la Costituzione della Repubblica Italiana, la Dichiarazione Universale dei Diritti dell’Uomo, la Convenzione di Ginevra, la Convenzione europea sui diritti dell’Uomo.
L’Istituto promuove lo studio dell’Antifascismo, della Resistenza e della storia dell’età contemporanea nel quadro di una generale conoscenza della storia europea e mondiale, con particolare riferimento a quella della provincia di Pistoia e del suo territorio, dal 1848 ad oggi.
A tal fine l’Istituto, perseguendo esclusivamente finalità di utilità e solidarietà sociali:
a) raccoglie e ordina tutti i documenti, i cimeli nonché le pubblicazioni ovunque apparse riguardanti i temi suddetti, con particolare riferimento alla storia della provincia di Pistoia e del suo territorio, dal 1848 ad oggi;
b) cura la raccolta sistematica, la conservazione e l’ordinamento di testimonianze relative all’Antifascismo e alla Resistenza, nonché gli aspetti della storia e della società contemporanea che vi si collegano;
c) custodisce e amplia il patrimonio archivistico, quello librario, l’emeroteca ed il materiale audiovisivo, garantendo altresì al pubblico la consultazione dei documenti dell’Istituto sulla base di un apposito regolamento;
d) promuove ed organizza studi, ricerche e manifestazioni culturali, cura pubblicazioni a carattere monografico e periodico, nonché la produzione di materiali audiovisivi relativamente ai temi che precedono;
e) promuove corsi di istruzione, anche scolastica, d’intesa con la Regione Toscana, la Provincia ed i Comuni, con il Provveditorato agli studi, con istituzioni culturali pubbliche e private, nonché l’organizzazione di corsi di formazione e di aggiornamento anche per insegnanti di ogni ordine e grado, fornendo supporti per l’attività didattica. A tal fine può stabilire forme di collaborazione temporanea o permanente con altri istituti ed enti culturali storici sia nazionali che esteri, università italiane, comunitarie o straniere e con singoli operatori culturali.

## Patrimonio documentario

### Biblioteca
La biblioteca “Edoardo Lombardi” dell’Istituto storico della Resistenza e dell’età contemporanea in provincia di Pistoia è composta da almeno 7350 volumi e aderisce alla Rete documentaria della provincia di Pistoia (REDOP). L’emeroteca è composta da 183 titoli di periodici e da oltre 9000 singoli numeri. Sono, inoltre, conservate almeno 80 tesi di laurea.
Le sezioni in cui è suddivisa la biblioteca fanno riferimento principalmente alla storia della Prima e della Seconda guerra mondiale, del colonialismo, dell’antifascismo e della Resistenza, della deportazione e del nazismo, i crimini di guerra, del comunismo, dell’Italia repubblicana, del lavoro. Ulteriori sezioni sono riservate anche alla storia della Toscana e di Pistoia. Queste specificità ne fanno un punto di riferimento sul territorio pistoiese e fra i pochi centri toscani, sia qualitativamente sia quantitativamente, a trattare e conservare libri e riviste di storia del Novecento.

### Archivio
L’archivio dell’ISRPT conserva materiale raccolto dalla sua fondazione nel 1974 ad oggi. La documentazione è conservata su supporti differenziati: materiale cartaceo, stampe e lastre fotografiche, audiovisivi in formati digitali e analogici, manifesti, diapositive, vinili, ecc.
È suddiviso in archivio cartaceo, fotografico, audiovisivo, digitale.

#### Archivio cartaceo
L’archivio cartaceo accoglie un’ingente e qualificata serie di fondi documentari, afferenti a personalità storiche o politiche, associazioni, partiti politici: 
- ISRPT (recentemente riordinato, ricondizionato e inventariato per un totale di 117 faldoni, 6 raccoglitori, 4 album e materiale grande formato)
- Cooperative
- Spartaco Beragnoli (parlamentare)
- Francesco Toni (sindaco di Pistoia)
- Abdon Maltagliati (membro dell'Assemblea Costituente)
- Gerardo Bianchi (parlamentare)
- Renato Risaliti (storico) (recentemente riordinato, ricondizionato e inventariato per un totale di 6 faldoni)
- XI Zona Patrioti
- Partigiani
- Associazione Nazionale Combattenti e Reduci sezione di Pistoia
- Partito Comunista Italiano sezione Porta Al Borgo
- Garibaldini[4].

#### Archivio fotografico
Le immagini non afferenti a singoli fondi sono suddivise in cinque buste, quattro dedicate a eventi e iniziative svolte fra il 1996 e il 2020 (totale 1603 pezzi) , l’altra invece riservata al materiale storico con fotografie relative a: partigiani, bombardamenti alleati sulla città, fascisti, proteste e scioperi Breda (totale 156 pezzi). 
Altro materiale, non inventariato, è presente nell’archivio digitale.

#### Archivio audiovisivo
La mediatica dell'ISRPT conserva un totale complessivo di 324 unità sonore originali, riguardanti un arco cronologico che spazia dal 1975 al 2018, digitalizzato e disponibile alla consultazione presso la sede.
Argomenti: biografie, memorie su fascismo e deportazione, memorie sulla Resistenza, memorie sul secondo dopoguerra, movimento operaio e sindacale, prigionia, deportazione e internamento, convegni, conferenze, dibattiti, lezioni.
Allo scopo di preservare questo prezioso ma fragile patrimonio, l’Istituto nel 2020 ha avviato un’opera di digitalizzazione delle fonti orali in suo possesso, iniziando dalle unità audio e audiovisive registrate su supporto analogico (audiocassette, bobine nastro, microcassette, VHS,
VHS-C). Il lavoro si è concluso nel 2021 (259 audiocassette a rischio deperimento).

## Collezioni di carattere storico-artistico e archeologico
Nella sede dell'ISRPT sono presenti alcune collezioni di carattere storico-artistico e archeologico, che comprendono quadri donati nel corso degli anni da soci o raccolti nel contesto delle attività di ricerca (di cui alcuni di pregevole valore) e reperti bellici, perlopiù risalenti alla Seconda Guerra Mondiale. 
È compreso nelle collezioni un ingente fondo manifesti - quasi completamente digitalizzato - di circa 826 unità, composto da esemplari di vari soggetti e dimensioni che spaziano (come datazione) dagli anni Cinquanta al 2020, tra cui materiali di oggettivo interesse storico comprendenti, ad esempio, episodi locali, elezioni ed eventi culturali dell’area urbana di Pistoia e nella sua Provincia.

## Amministrazione

### Presidenti
| Presidente                 | Periodo           | Periodo           | Note  |
| Presidente                 | Inizio            | Fine              | Note  |
| -------------------------- | ----------------- | ----------------- | ----- |
| Francesco Toni             | 23 settembre 1974 | 9 gennaio 1978    | [ 7 ] |
| Viamonte Baldi             | 9 gennaio 1978    | 1992              | [ 7 ] |
| Vincenzo Nardi             | 1993              | 1994              |       |
| Giovanni La Loggia         | 1994              | 17 luglio 2001    |       |
| Roberto Barontini          | 17 luglio 2001    | 24 settembre 2020 |       |
| Giovanni Contini Bonacossi | 24 settembre 2020 | In carica         |       |

### Direttori
| Direttore         | Periodo           | Periodo           | Note |
| Direttore         | Inizio            | Fine              | Note |
| ----------------- | ----------------- | ----------------- | ---- |
| Fabio Giannelli   | 20 giugno 1997    | 14 ottobre 2013   |      |
| Michela Innocenti | 11 novembre 2013  | 6 febbraio 2016   |      |
| Matteo Grasso     | 18 giugno 2016    | 21 settembre 2024 |      |
| Stefano Bartolini | 26 settembre 2024 | In carica         |      |